# Thrix
Thrix là một chi bướm ngày thuộc họ Lycaenidae.